# Маховник
Маховник (словен. Mahovnik) — поселення в общині Кочев'є, регіон Південно-Східна Словенія, Словенія. Висота над рівнем моря: 466,3 м.